# Budov (Ústí nad Labem)
Budov (německy Budowe) je malá vesnice, základní sídelní jednotka a pod názvem Budov u Svádova katastrální území, dnes součást města Ústí nad Labem, od něhož se nachází čtyři kilometry na východ. Samotný Budov patří do místní části Svádov.

## Historie
První písemná zmínka o Budovu pochází z roku 1184, kdy Jiří z Milevska vesnici věnoval biskupu Jindřichovi. Roku 1319 král Jan Lucemburský Budov udělil, spolu s hradem Střekovem, v léno Janovi z Vartenberka, ale roku 1397 už vesnice patřila k Vartě. Po zániku Varty byla vesnice součástí velkobřezenského panství a po roce 1581 patřila ke Svádovu, u něhož zůstala až do zrušení patrimoniální správy. Podle berní ruly z roku 1654 ve vsi stály čtyři selské a čtyři menší usedlosti. Významným hospodářským odvětvím ve vsi bývalo pěstování a sušení ovoce. Sušárny byly podle stabilního katastru z roku 1843 téměř u všech vesnických usedlostí.

## Přírodní poměry
Přímo pod vesnicí, na bezejmenném potůčku, spadajícím od Budova severním směrem k Labi, leží Budovský vodopád. V nedaleké Vlčí rokli, západně od Budova, se nachází sedm metrů vysoký Olšinský vodopád, jehož stěna je tvořena čediči a tufy. Vede k němu modrá turistická značka z Olšinek.

## Obyvatelstvo
Při sčítání lidu v roce 1921 zde žilo 99 obyvatel (z toho 43 mužů), z nichž byl jeden Čechoslovák a 98 Němců. Kromě jednoho člověka bez vyznání se hlásili k římskokatolické církvi. Podle sčítání lidu z roku 1930 měla vesnice 102 obyvatel: jednoho Čechoslováků a 101 Němců. Stále převažovala římskokatolická většina, ale počet lidí bez vyznání vzrostl na šest.

## Pamětihodnosti
Ve vsi se dochovaly tři architektonicky původní domy. Dům čp. 34 má zděné přízemí a hrázděné patro se štítem v podobě jednoduché lomenice. Domy čp. 15 a 30 mají podobný charakter, ale první z nich má novodobý štít. K drobným památkám patří kaple s kulisovou zvonicí ve štítu na návsi.